# Bert Corbeau
Pour les articles homonymes, voir Corbeau (homonymie).
Bertram Orian Corbeau (né le 9 février 1894 à Penetanguishene, dans la province de l'Ontario au Canada — mort le 21 septembre 1942 dans la Baie Georgienne, en Ontario) est un joueur professionnel canadien de hockey sur glace,.

## Statistiques
| Saison     | Équipe                  | Ligue      |     | Saison régulière | Saison régulière | Saison régulière | Saison régulière | Saison régulière |   | Séries éliminatoires | Séries éliminatoires | Séries éliminatoires | Séries éliminatoires | Séries éliminatoires |
| Saison     | Équipe                  | Ligue      | PJ  | B                | A                | Pts              | Pun              | PJ               | B | A                    | Pts                  | Pun                  |                      |                      |
| 1913-1914  | Crescents de Halifax    | MPHL       | 22  | 5                | 0                | 5                | 31               | -                | - | -                    | -                    | -                    |                      |                      |
| 1914-1915  | Canadiens de Montréal   | ANH        | 18  | 1                | 1                | 2                | 35               | -                | - | -                    | -                    | -                    |                      |                      |
| 1915-1916  | Canadiens de Montréal   | ANH        | 24  | 7                | 0                | 7                | 134              | 5                | 0 | 0                    | 0                    | 35                   |                      |                      |
| 1916-1917  | Canadiens de Montréal   | ANH        | 19  | 9                | 5                | 14               | 103              | 6                | 4 | 1                    | 5                    | 22                   |                      |                      |
| 1917-1918  | Canadiens de Montréal   | LNH        | 21  | 8                | 8                | 16               | 41               | 2                | 1 | 1                    | 2                    | 11                   |                      |                      |
| 1918-1919  | Canadiens de Montréal   | LNH        | 16  | 2                | 3                | 5                | 51               | 10               | 1 | 2                    | 3                    | 20                   |                      |                      |
| 1919-1920  | Canadiens de Montréal   | LNH        | 23  | 11               | 6                | 17               | 65               | -                | - | -                    | -                    | -                    |                      |                      |
| 1920-1921  | Canadiens de Montréal   | LNH        | 24  | 12               | 2                | 14               | 86               | -                | - | -                    | -                    | -                    |                      |                      |
| 1921-1922  | Canadiens de Montréal   | LNH        | 22  | 3                | 7                | 10               | 26               | -                | - | -                    | -                    | -                    |                      |                      |
| 1922-1923  | Tigers de Hamilton      | LNH        | 21  | 10               | 4                | 14               | 22               | -                | - | -                    | -                    | -                    |                      |                      |
| 1923-1924  | St. Patricks de Toronto | LNH        | 24  | 8                | 6                | 14               | 55               | -                | - | -                    | -                    | -                    |                      |                      |
| 1924-1925  | St. Patricks de Toronto | LNH        | 30  | 4                | 6                | 10               | 74               | 2                | 0 | 0                    | 0                    | 10                   |                      |                      |
| 1925-1926  | St. Patricks de Toronto | LNH        | 36  | 5                | 5                | 10               | 121              | -                | - | -                    | -                    | -                    |                      |                      |
| 1926-1927  | St. Patricks de Toronto | LNH        | 41  | 1                | 2                | 3                | 88               | -                | - | -                    | -                    | -                    |                      |                      |
| 1927-1928  | Falcons de Toronto      | Can-Pro    | 41  | 5                | 2                | 7                | 112              | 2                | 0 | 0                    | 0                    | 10                   |                      |                      |
| 1928-1929  | Panthers de London      | Can-Pro    | 9   | 0                | 0                | 0                | 16               | -                | - | -                    | -                    | -                    |                      |                      |
| Totaux LNH | Totaux LNH              | Totaux LNH | 258 | 64               | 49               | 113              | 629              | 14               | 2 | 3                    | 5                    | 41                   |                      |                      |

## Transactions en carrière
- Le 23 décembre 1914, Signe avec les Canadiens de Montréal.

- Le 1er octobre 1922, Droits vendus au Tigers de Hamilton par les Canadiens de Montréal.

- Le 14 décembre 1923, Échangé au St. Patricks de Toronto par les Tigers de Hamilton avec George Carey et Amos Arbour en retour de Ken Randall, les droits sur Corb Denneny et une somme d'argent.

- Le 20 octobre 1927, Signe avec les Falcons de Toronto.

## Honneurs et trophées
- Vainqueur de la Coupe Stanley en 1915-1916.